# Chiara Varotari
Chiara Varotari (Padova, 1584 – 1663 ca.) è stata una pittrice italiana.

## Biografia
Figlia di Dario Varotari il Vecchio, pittore e architetto, e sorella di Alessandro, si formò a Padova e fu nota per i ritratti di donna e per il suo trattato Apologia del sesso femminile. Visse a lungo a Venezia.
Carlo Ridolfi, nelle sue Meraviglie dell'arte, ne inserisce della valentia nella pittura in una curiosa, per il tempo, perorazione sulla obliata ma straordinaria "perspicaccia donnesca", a introduzione della Vita di Marietta Tintoretta. Scrive il Ridolfi, mirabile: «Vibrino pure à lor voglia saette le malediche lingue; componghino satire, et invettive contra il donnesco sesso, attribuendo à sue imprese maggiori l'uso dell'ago, della conocchia, e del fuso; il miniarsi il volto, l'infrascarsi i capelli di nastri, di gemme, e di fiori, e lo apprendere dallo specchio il modo di far vezzi, di sorridere, e di corrucciarsi con l'Amante, che non mancano mille penne, che di quelle han celebrate le lodi; onde veggiamo vergate le carte del valore di Ippolita, di Camilla, di Zenobia, di Tommiride illustri nelle armi; di Corina, di Saffo, di Arretta, di Cornelia, di Ortensia, e di Lucrezia Marinella vivente, e d'altre eziandio chiare nelle lettere: ma di vantaggio degli honori di Timarete, d'Irene, di Marsia, di Aristarete negli antichi tempi celebri nella Pittura, e nè moderni ancora di Lavinia Fontana, e d'Irene de' Signori di Spilimbergo discepola di Tiziano, quale facoltà viene di presente illustrata da Chiara Varotari, e da Giovanna Garzoni. Da quali esempij chiaramente si comprende, à quale segno arrivi la perspicaccia donnesca, all'hor, che viene erudita negli studij. Egli è però vero, che essendo questo infelice sesso allevato fra le ritiratezze delle Case, privo dell'uso delle discipline, riesce molle, et inetto, e poco atto à nobili esercizij: nondimeno ad onta degli huomini trionfa armato di lusinghiere bellezze de' loro voleri».

Riferisce Pellegrino Antonio Orlandi nel suo Abecedario pittorico che «dipinse molte cose con bravura, imitando il Padre e il Fratello. Fece pure ritratti assai somiglianti, onde considerabil vantaggio ne trasse. Visse unita al fratello, non avendo mai voluto maritarsi per non lasciar la casa paterna. Fioriva essa circa gli anni 1616». E Napoleone Pietrucci, nella sua Biografia degli artisti padovani, riporta che «riuscì ben presto eccellente da destar invidia ai più esperti della sua patria e d'altrove. Invogliatasi del disegno dal vivo ebbe l'onorevole incarico di ritrarre i principi e granduchi di Toscana. [...] Fiorì in sul mezzo del secolo decimo settimo, ed il suo ritratto da essa medesima dipinto esiste nella real galleria di Firenze». Viene inoltre citata anche da Luigi Antonio Lanzi nell'opera dedicata alla Storia Pittorica dell'Italia.

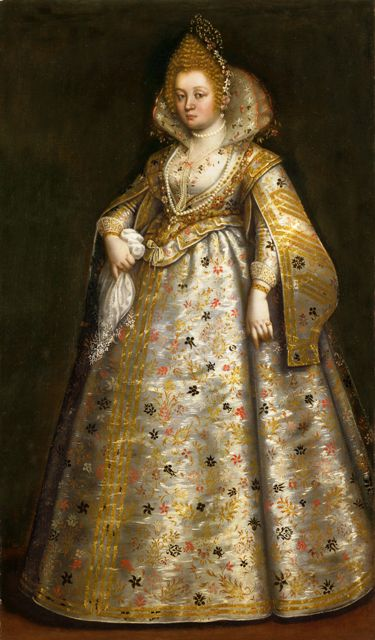
Chiara Varotari, ritratto di Pantasilea Dotto Capodilista, ca. 1630, Museo di Arte Medievale e Moderna (Padova)

Un suo autoritratto, insieme ad altre opere, è esposto al Museo d'Arte Medievale e Moderna di Padova. Il comune di Rubano, in provincia di Padova, le ha dedicata una via.